# Crystal Eastman
Crystal Catherine Eastman (Marlborough, 25 giugno 1881 – Erie, 8 luglio 1928) è stata un'avvocatessa, giornalista e attivista statunitense.
Nota soprattutto come leader nella lotta per il suffragio femminile negli Stati Uniti, cofondatrice e co-editrice, insieme al fratello Max Eastman, della rivista radicale The Liberator, cofondatrice della Women's International League for Peace and Freedom e cofondatrice, nel 1920, dell'American Civil Liberties Union. Nel 2000, è stata inserita nella National Women's Hall of Fame di Seneca Falls (New York).

## Biografia

### Infanzia ed educazione

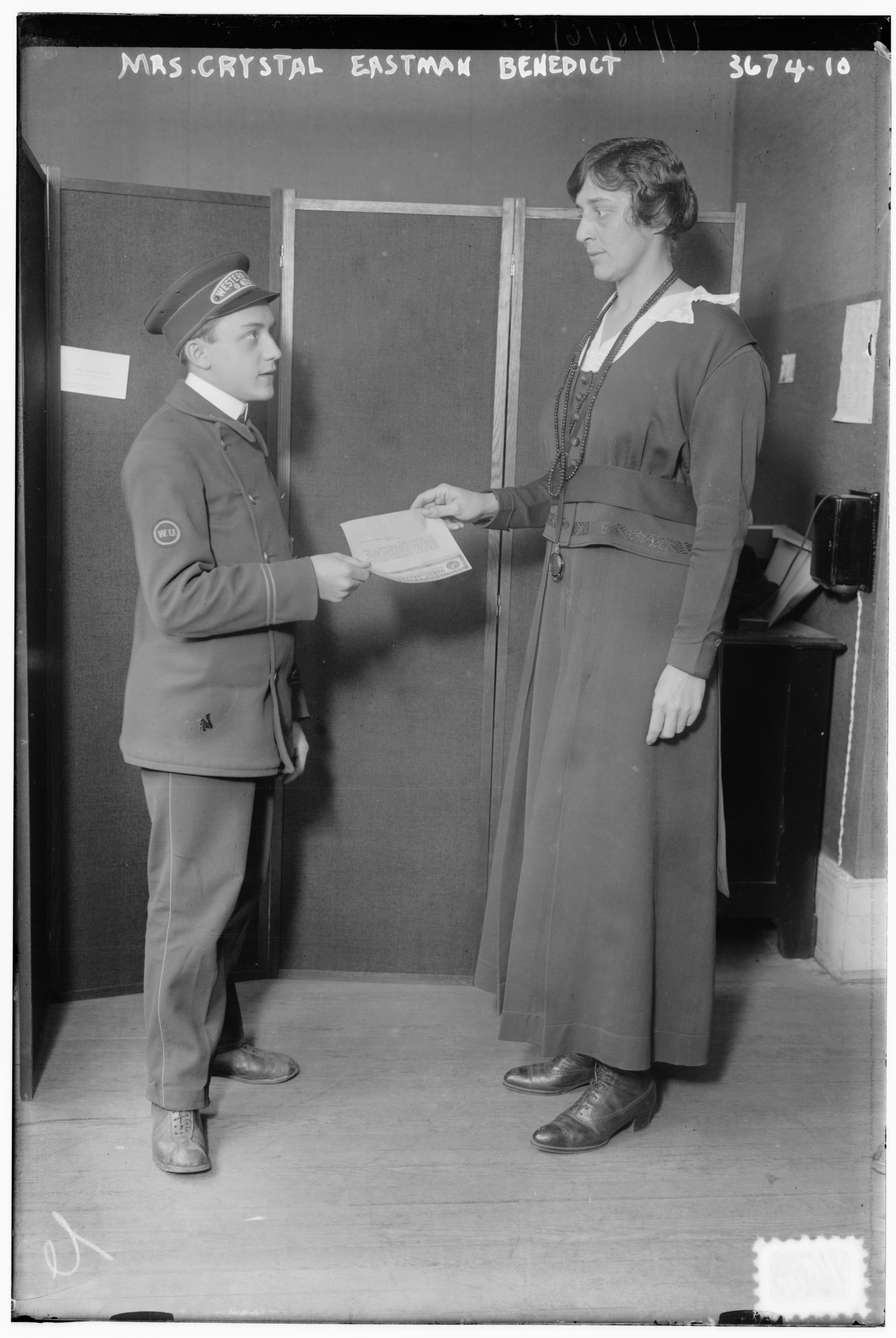

Crystal Eastman nasce a Marlborough (Massachusetts) nel 1881, la terza di quattro figli. Nel 1883 i genitori, Samuel Elijah Eastman e Annis Bertha Ford, si trasferiscono con la famiglia a Canandaigua (New York), dove nasce il fratello Max. L'anno successivo il fratello maggiore muore all'età di sette anni. Nel 1889 la madre diviene una delle prime donne in America ad essere ordinata pastore protestante, diventando ministro della Chiesa congregazionalista. Anche il padre è ministro congregazionalista, e i due erano pastori nella chiesa di Thomas K. Beecher vicino a Elmira (New York). Quest'area di New York viene chiamata "Burned-over district", una zona che all'inizio del XIX secolo vede la formazione di nuovi movimenti religiosi durante il Secondo grande risveglio. Centro di evangelizzazione e di fervore religioso, nel Burned-over district vengono fondati anche il movimento degli Shakers e il Mormonismo. Durante il periodo prebellico, ispirati da questi ideali religiosi, alcuni iniziano a sostenere cause sociali progressiste come l'abolizionismo e la Underground Railroad.
Crystal e il fratello Max Eastman vengono influenzati da questa tradizione progressista. I loro genitori erano amici dello scrittore Mark Twain e anche la giovane Crystal ha avuto occasione di fare la sua conoscenza.
Crystal è la sorella dell'attivista socialista Max Eastman, con il quale mantenne un legame molto stretto per tutta la vita. I due vivono insieme per diversi anni nell'11ª strada nel Greenwich Village circondati da altri attivisti radicali. Il gruppo, che include Ida Rauh, Inez Milholland, Floyd Dell e Doris Stevens, è inoltre solito passare l'estate e i fine settimana a Croton-on-Hudson.
Nel 1903 Crystal Eastman si laurea al Vassar College di Poughkeepsie (New York) e nel 1904 ottiene il Master of Arts in sociologia (un campo di studi relativamente nuovo) presso la Columbia University. Ottiene la laurea in legge presso la New York University, laureandosi seconda nel suo corso nella classe del 1907.

### Impegno sociale
Nel 1907 Paul Kellogg, pioniere del lavoro sociale ed editore, offre a Eastman il suo primo lavoro: indagare sulle condizioni dei lavoratori per The Pittsburgh Survey, uno studio sociologico promosso dalla fondazione filantropica Russell Sage Foundation. La relazione di Eastman, Work Accidents and the Law (1910), diviene un classico e porta alla prima legge di compensazione per i lavoratori, da lei redatta durante il servizio in una commissione dello Stato di New York.
Crystal Eastman continua la campagna per la sicurezza e la salute sul lavoro mentre lavora come avvocato per la Commissione degli Stati Uniti sulle relazioni industriali durante la presidenza di Woodrow Wilson. A quel tempo viene definita "la donna più pericolosa in America", per la sua natura sfrontata e la difesa del diritto all'amore libero.
Durante il breve matrimonio con Wallace J. Benedict, che termina con il divorzio, Eastman si trasferisce a Milwaukee, dove nel 1912 organizza e guida la sfortunata campagna per il suffragio in Wisconsin.
Una volta ritornata ad est nel 1913, si unisce ad Alice Paul, Lucy Burns e altre nella fondazione dell’associazione militante Congressional Union for Woman Suffrage, che più tardi diviene il National Woman's Party (NWP). In seguito all’approvazione del XIX Emendamento della Costituzione degli Stati Uniti d'America del 1920, che assicura il diritto di voto alle donne, nel 1923 Eastman e Paul, insieme ad altri due membri del movimento, scrivono la Equal Rights Amendment (ERA), un’ulteriore proposta di emendamento. Una dei pochi socialisti ad approvare l’ERA, Eastman sostiene che una legislazione protettiva per le donne significherebbe solo maggiori discriminazioni nei confronti delle stesse. Eastman afferma che l'intensa opposizione all'ERA ne determini l'importanza, ma sente che è ancora una battaglia per cui vale la pena combattere. Tiene anche il discorso "Now We can Begin" a seguito della ratifica del XIX emendamento, delineando il lavoro che doveva essere fatto nelle sfere politiche ed economiche per raggiungere la parità di genere.

### Impegno pacifista

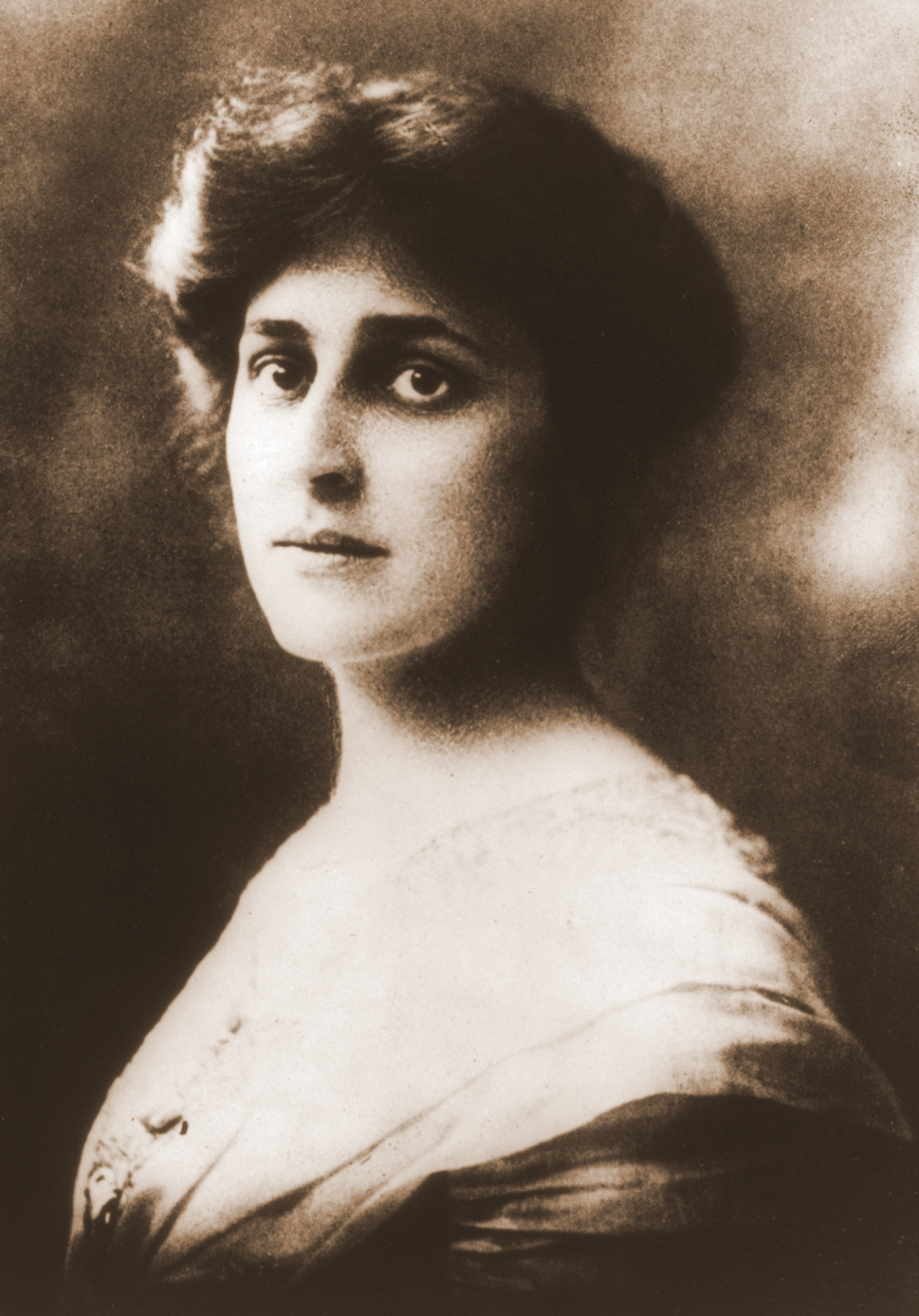
Nota antimilitarista, Crystal Eastman ha inoltre contribuito alla fondazione della Lega Internazionale di Donne per la Pace e la Libertà (WILPF).

Durante la prima guerra mondiale, Crystal Eastman è tra le fondatrici del Woman’s Peace Party (WPP), al quale presto si uniscono Jane Addams, Lillian D. Wald ed altre. Eastman è la presidentessa della sezione di New York. Ribattezzata nel 1921 Women's International League for Peace and Freedom (WILPF), l’associazione è tutt’oggi la più antica organizzazione pacifista femminile ancora esistente. Eastman diviene inoltre direttore esecutivo dell’organizzazione pacifista American Union Against Militarism (AUAM), che mira ad escludere gli Stati Uniti dal conflitto europeo e dalla guerra con il Messico nel 1916, a eliminare i profitti dalla produzione di armi e lotta contro la coscrizione e le campagne imperialiste.
Con l’entrata degli Stati Uniti nella Prima guerra mondiale, Eastman organizza, insieme a Roger Baldwin e Norman Thomas, il National Civil Liberties Bureau (NCLB) per proteggere gli obiettori di coscienza o, nelle sue stesse parole: “per mantenere vivo qualcosa per cui valesse la pena tornare alla fine di una guerra estenuante”. Il NCLB divenne l’Unione Americana per le Libertà Civili (ACLU), con Baldwin a capo ed Eastman come procuratore generale. Pur essendo citata tra i membri fondatori dell’ACLU, il ruolo di Eastman come fondatrice del NCLB è oggigiorno largamente ignorato a causa delle sue divergenze personali con Baldwin.

### Matrimonio e famiglia
Nel 1916 Eastman sposa l’editore e pacifista inglese Walter Fuller, arrivato negli Stati Uniti con la sorella per dirigerne le esibizioni di canto folkloristico. Eastman e Fuller hanno due figli: Jeffrey e Annis. I due lavorano insieme come attivisti fino alla fine della guerra; in seguito, Fuller lavora come caporedattore per The Freeman fino al 1922, anno del suo ritorno in Inghilterra, dove lavora per la BBC. Muore nel 1927, nove mesi prima di Crystal.
Nel 1917, dopo la chiusura forzata della rivista di Max Eastman The Masses a causa della censura governativa, i due fratelli Eastman fondano nel 1918 The Liberator, rivista radicale di politica, arte e letteratura. Crystal e Max curano la rivista fino al 1922, anno in cui l'abbandonano affidandola ad alcuni amici.

### Nel dopoguerra
In seguito alla guerra, Crystal Eastman organizza il Primo Congresso Femminista del 1919.
Talvolta viaggia via nave a Londra per far visita al marito. A New York le sue attività la portano ad essere inserita nella lista nera durante la Paura rossa del 1919-1920, il che rende difficile la ricerca di un lavoro retribuito.
Nel corso degli anni venti, cura alcune rubriche di riviste femminili, tra cui Equal Rights e Time and Tide. Crystal Eastman dichiara che: "la vita è una grande battaglia per una femminista assoluta", ma allo stesso tempo è convinta che il femminismo assoluto avrebbe prima o poi trionfato.

### Morte
Crystal Eastman muore di nefrite l'8 luglio 1928. I figli vengono affidati ad alcuni amici di famiglia, che si prenderanno cura di loro fino al raggiungimento della maggiore età.

## Eredità
Crystal Eastman è stata definita come uno dei leader statunitensi più trascurati di sempre, poiché, nonostante abbia contributo alla stesura di legislazioni moderne e alla creazione di organizzazioni politiche tuttora attive, è scomparsa dalla storiografia per circa cinquant'anni.
Freda Kirchwey, allora direttore della rivista The Nation, scrisse dopo la sua morte: "Quando parlava alla gente — fosse un piccolo comitato o una folla brulicante — i cuori battevano più forti. Era per migliaia di persone un simbolo di libertà femminile".
Il suo discorso "Now We Can Begin", del 1920, si trova all'83ª posizione nella American Rhetoric's Top 100 Speeches of the 20th Century, la lista statunitense dei cento migliori discorsi del XX secolo.
Nel 2000, Crystal Eastman è stata inserita nella National Women's Hall of Fame di Seneca Falls (New York).

## Opere

### Carteggi
I carteggi di Crystal Eastman sono conservati presso l'università di Harvard.

### Pubblicazioni
La Biblioteca del Congresso conserva nella propria collezione le seguenti pubblicazioni di Crystal Eastman, molte delle quali pubblicate postume:
- Work-accidents and the Law (1910)
- Mexican-American Peace Committee (Mexican-American league) (1916)
- Work accidents and the Law (1969)
- Toward the Great Change: Crystal and Max Eastman on Feminism, Antimilitarism, and Revolution, edited by Blanche Wiesen Cook (1976)
- Crystal Eastman on Women and Revolution, edited by Blanche Wiesen Cook (1978)